# Virgilio Marchi

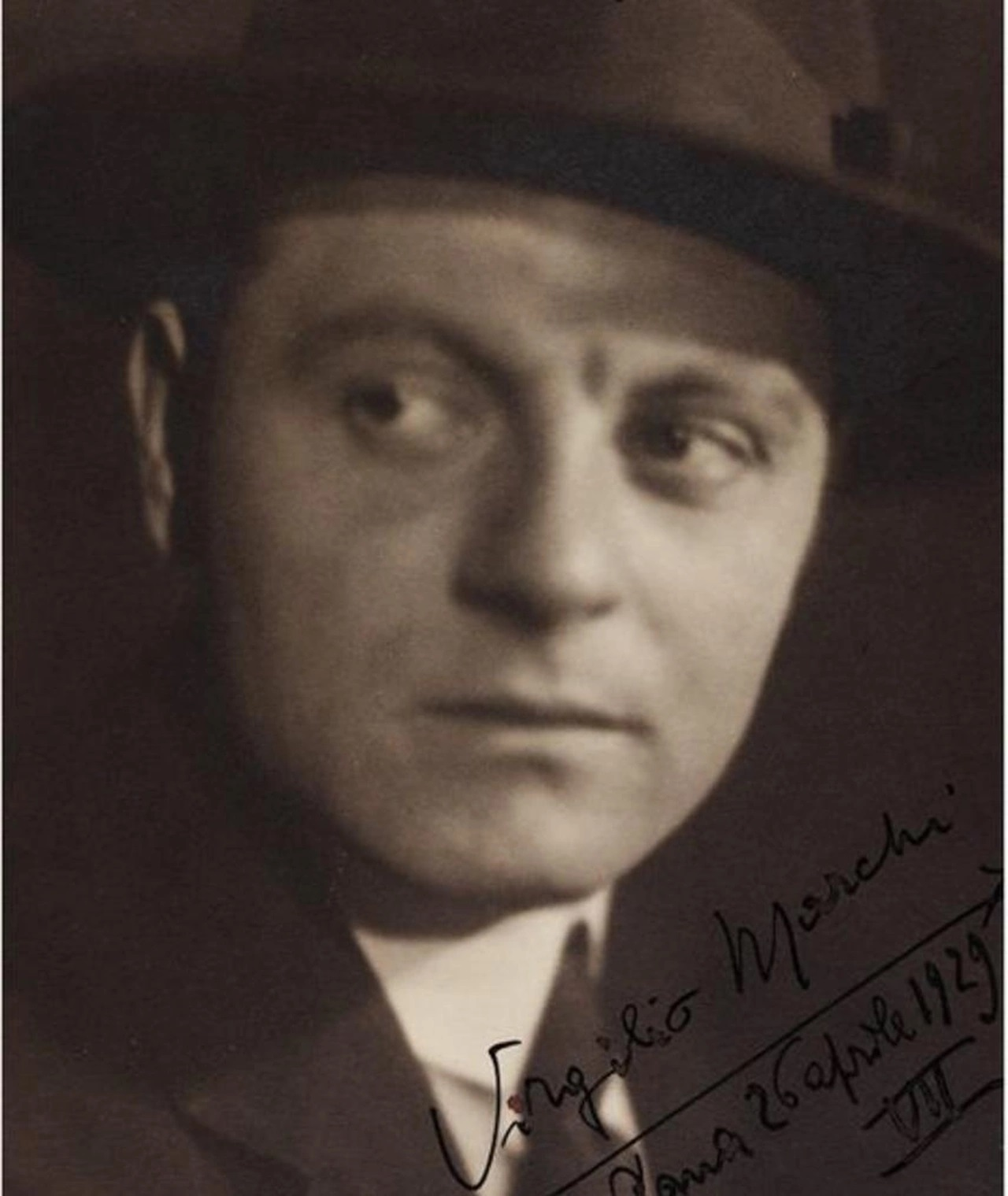
Virgilio Marchi

Virgilio Marchi (* 21. Januar 1895 in Livorno, Italien; † 30. April 1960 in Rom, ebenda) war ein italienischer Architekt, Filmarchitekt, Kostümbildner und Architekturtheoretiker, ein wichtiger Vertreter des Futurismus.

## Leben und Wirken
Marchi erhielt seine künstlerische Ausbildung am Instituto Tecnico seiner Heimatstadt Livorno. Nach seinem Kriegsdienst ab 1915 knüpfte er Kontakte zur Avantgarde der italienischen Architekturszene und unterzeichnete das Manifest „Roma Futura“, mit dem das damalige Bauwesen revolutioniert werden sollte. Nachdem er seine Ausbildung an der Scuola Superiore di Architettura in Siena abgeschlossen hatte, ging Marchi erneut nach Rom, wo er seine Ideen von einer neuen italienischen Architektur umsetzen wollte. In der von ihm zu Beginn der 20er Jahre selbst errichteten Casa d’Arte organisierte Marchi Kunstausstellungen, 1921 gestaltete er in Zusammenarbeit mit Pasqualino Cangiullo, dessen Bruder sowie Gerardo Dottori und Ivo Panaggi eine wichtige Ausstellung in Ravenna. 1924 wies Marchi mit seinem Buch „Architetta Futura“ neue Wege einer modernen Architektur auf. Im selben Jahr beteiligte er sich mit eigenen Entwürfen an der Internationalen Technik-Ausstellung im Wiener Konzerthaus. 1925 war Marchi als Architekt an diversen Restaurierungs- und Umgestaltungsarbeiten beteiligt, darunter die an den römischen Thermen in Roms Via degli Avignonesi. 1929 gestaltete er das Bühnenbild zweier Opern: L’italiana in Algeri und La Cenerentola, beide aus der Feder von Gioachino Rossini.
Das faschistische Regime Benito Mussolinis Regime wusste Virgilio Marchis künstlerisches Schaffen durchaus zu würdigen: 1931 wurde der Architekt zum Direktor des Istituto d’Arte von Siena berufen, vier Jahre darauf erhielt er eine Professur an der Filmhochschule Centro Sperimentale di Cinematografia in Rom. In etwa zeitgleich Zeit begann Virgilio Marchi regelmäßig Entwürfe für Filmbauten zu liefern. Diese bis 1943/44 entstandenen Kinospielfilme waren zum großen Teil durchaus staatstragend, mehrfach aber auch reine Massenzerstreuung. Marchi belieferte die Filme des führenden Protagonisten der Mussolini-Ära Alessandro Blasetti ebenso wie auch die zweier Erneuerer des italienischen Kinos nach 1945, Roberto Rossellini und Vittorio de Sica. Zu den bekanntesten Spätwerken zählen die Dekorationen der ersten drei „Don Camillo und Peppone“-Komödien. Die filmfreie Zeit in den frühen Nachkriegsjahren nutzte Virgilio Marchi zur Rückkehr in die klassische Architektur, so entwarf er beispielsweise 1948 das Cinema Odeon in seiner Heimatstadt Livorno.

## Filmografie
als Filmarchitekt, wenn nicht anders angegeben
- 1935: Milizia territoriale
- 1936: Ballerina
- 1936: I due sergenti
- 1937: Condottieri (auch Kostüme)
- 1937: Sono stato io !
- 1938: Il conte di Brechard (auch Kostüme)
- 1939: Der Kavalier mit der Maske / Der geheimnisvolle Rächer (Un’avventura di Salvator Rosa)
- 1940: La conquista dell’aria
- 1940: Die eiserne Krone (La corona di ferro)
- 1941: La cena delle beffe
- 1941: Pia de’ Tolomei
- 1942: Un pilota ritorna
- 1942: Luisa Sanfelice
- 1942: Lüge einer Sommernacht (Quattro passi fra le nuovole)
- 1943: Maria Malibran
- 1943: Sempre più  difficile
- 1943: La fornarina
- 1944: Margherita da Cortona
- 1944: Sperduti nel buio
- 1947: Dove sta Zaza?
- 1949: Der heilige Schwur (Monaca santa)
- 1949: Himmel über den Sümpfen (Cielo sulla palude)
- 1949: Franziskus, der Gaukler Gottes (Francesco, giullare del dio)
- 1950: Gegen das Gesetz (Contro la legge)
- 1950: Olivia
- 1950: Schicksal im Moor (Il nido di Falasco)
- 1951: Umberto D.
- 1951: Don Camillo und Peppone (Le petit monde de Don Camillo)
- 1951: Europa ‘51
- 1952: Das öffentliche Ärgernis oder: Die Justiz in Nöten (La presidentessa)
- 1952: Don Camillos Rückkehr (Le retour de Don Camillo)
- 1953: Biancas Rache (Sul ponte di sospiri)
- 1953: Verzeih mir! (Perdonami!)
- 1953: Rom, Station Termini (Stazione Termini)
- 1953: Die Verrufenen (Donne proibite)
- 1953: Wo ist die Freiheit ? (Dov'è la libertà...?)
- 1954: Die Tochter der Mata Hari (La figlia di Mata Hari)
- 1954: Das Gold von Neapel (L’oro di Napoli)
- 1954: Die Bettlerin von Notre Dame (Le due orfanelle)
- 1955: Die große Schlacht des Don Camillo (Don Camillo e l’onorevole Peppone)
- 1956: Bigamie ist kein Vergnügen (Il bigamo)